# تنگی (دوره)
تنگی (به ژاپنی: 天喜 Tengi)؛ نام یک عصر تاریخی ژاپنی (نِنگُو) بود. این عصر بعد از ایشو (دوره هی‌آن) و قبل از کوهی (دوره) قرار داشت و از ژانویه ۱۰۵۳ تا اوت ۱۰۵۸ میلادی به طول انجامید. در طی این عصر امپراتور گو-ریزی امپراتور ژاپن بود.